# Rudawka wielka
Rudawka wielka, pies latający (Pteropus medius) – gatunek ssaka z podrodziny Pteropodinae w obrębie rodziny rudawkowatych (Pteropodidae), jeden z największych spośród znanych gatunków nietoperzy.

## Taksonomia
Gatunek po raz pierwszy zgodnie z zasadami nazewnictwa binominalnego opisał w 1825 roku niderlandzki zoolog Coenraad Jacob Temminck, nadając mu nazwę Pteropus medius. Holotyp pochodził z okolic w pobliżu Kolkaty i Puducherry, w Indiach.
Pteropus medius należy do grupy gatunkowej vampyrus. Taksonomia P. medius jest problematyczna; epitet gatunkowy medius zastępuje giganteus (młodszy obiektywny synonim P. vampyrus). Może być konspecyficzny z P. vampyrus i może obejmować część P. intermedius (P. intermedius uważany jest za konspecyficzny z P. vampyrus, do czasu rewizji taksonomicznej). Podgatunek chinghaiensis stanowi nomen nudum, a okaz z Qinghai uważany jest za obcy w Chińskiej Republice Ludowej. Autorzy Illustrated Checklist of the Mammals of the World rozpoznają trzy podgatunki. Podstawowe dane taksonomiczne podgatunków (oprócz nominatywnego) przedstawia poniższa tabelka:
| Podgatunek          | Oryginalna nazwa       | Autor i rok opisu | Miejsce typowe           |
| ------------------- | ---------------------- | ----------------- | ------------------------ |
| P. m. ariel         | Pteropus ariel         | G.M. Allen, 1908  | Malé Atholhu, Malediwy.  |
| P. m. leucocephalus | Pteropus leucocephalus | Hodgson, 1835     | Centralny region Nepalu. |

### Etymologia
- Pteropus: gr. πτερόπους pteropous „skrzydłostopy”, od πτερον pteron „skrzydło”; πους pous, ποδος podos „stopa”[18].
- medius: łac. medius „pośredni, środkowy”[19].
- ariel: w średniowiecznym folklorze Ariel, był duchem lub sylfem powietrza[20].
- leucocephalus: gr. λευκοκεφαλος leukokephalos „białogłowy”, od λευκος leukos „biały”; -κεφαλος -kephalos „-głowy”, od κεφαλη kephalē „głowa”[21].

## Zasięg występowania
Występuje w południowej Azji, zamieszkując w zależności od podgatunku:
- P. medius medius – zachodni Pakistan, Indie (z wyjątkiem północno-wschodniej części), Sri Lanka, Bangladesz, zachodnia Mjanma i Andamany.
- P. medius ariel – Malediwy.
- P. medius leucocephalus – Nepal, północno-wschodnie Indie (Sikkim, Asam i Manipur) i Bhutan.

## Morfologia
Długość ciała 220–247 mm, ogona brak, długość ucha 37–42 mm, długość tylnej stopy 45–55 mm, długość przedramienia 163–176 mm; masa ciała 1–1,2 kg. 

## Ekologia
W odróżnieniu od pozostałych nietoperzy nie ma zmysłu echolokacji, więc nie potrafi latać w całkowitej ciemności. Ma za to świetny słuch i wzrok. Zwany potocznie także nietoperzem owocowym, latającym lisem, latającym psem.
Żyje kolonijnie, dzień spędza wisząc na gałęziach drzew. Jest owocożerny. Rudawka wielka bywa często hodowana w ogrodach zoologicznych.